# 艋舺龍山寺

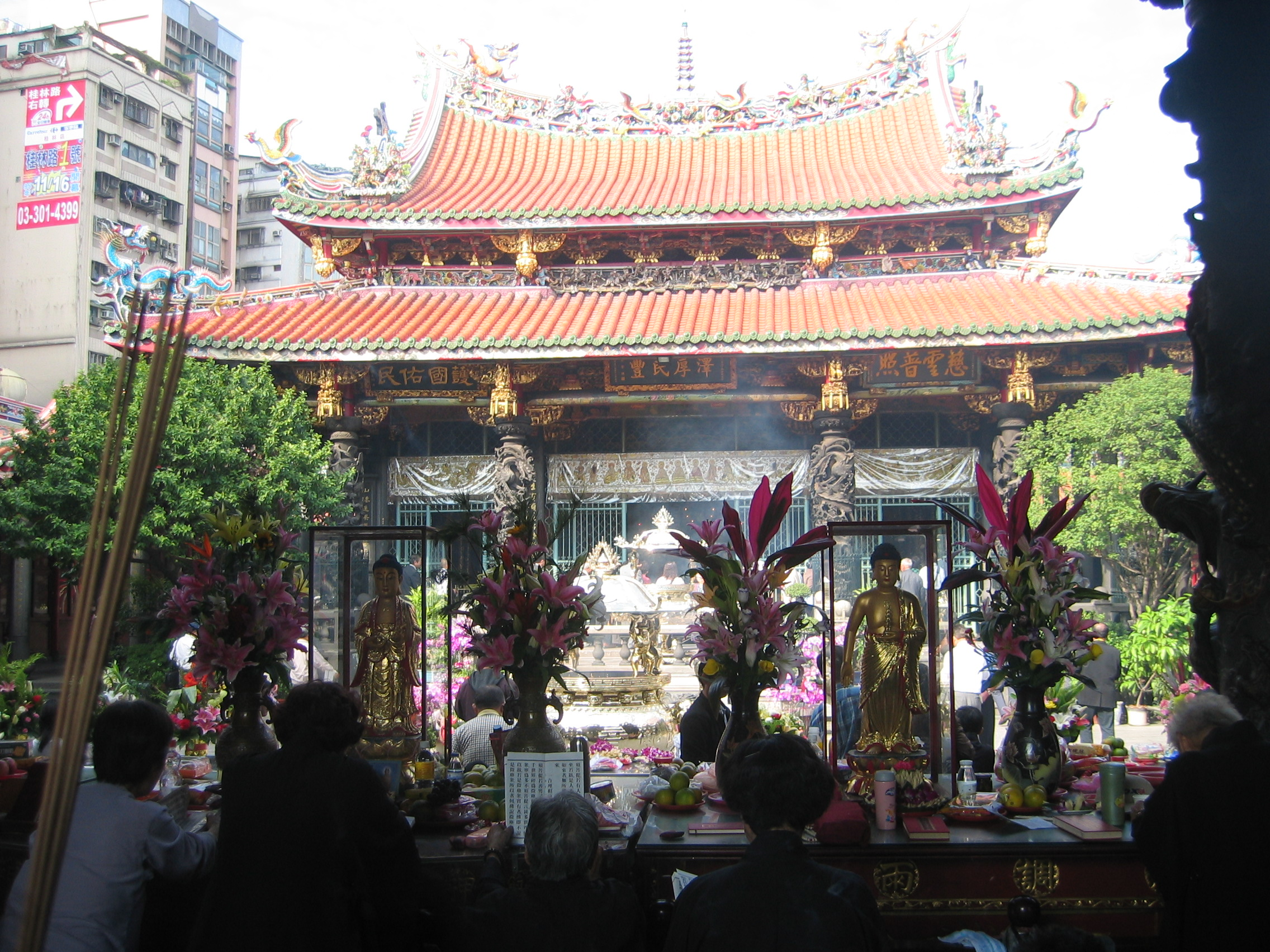
前殿内から見た正殿

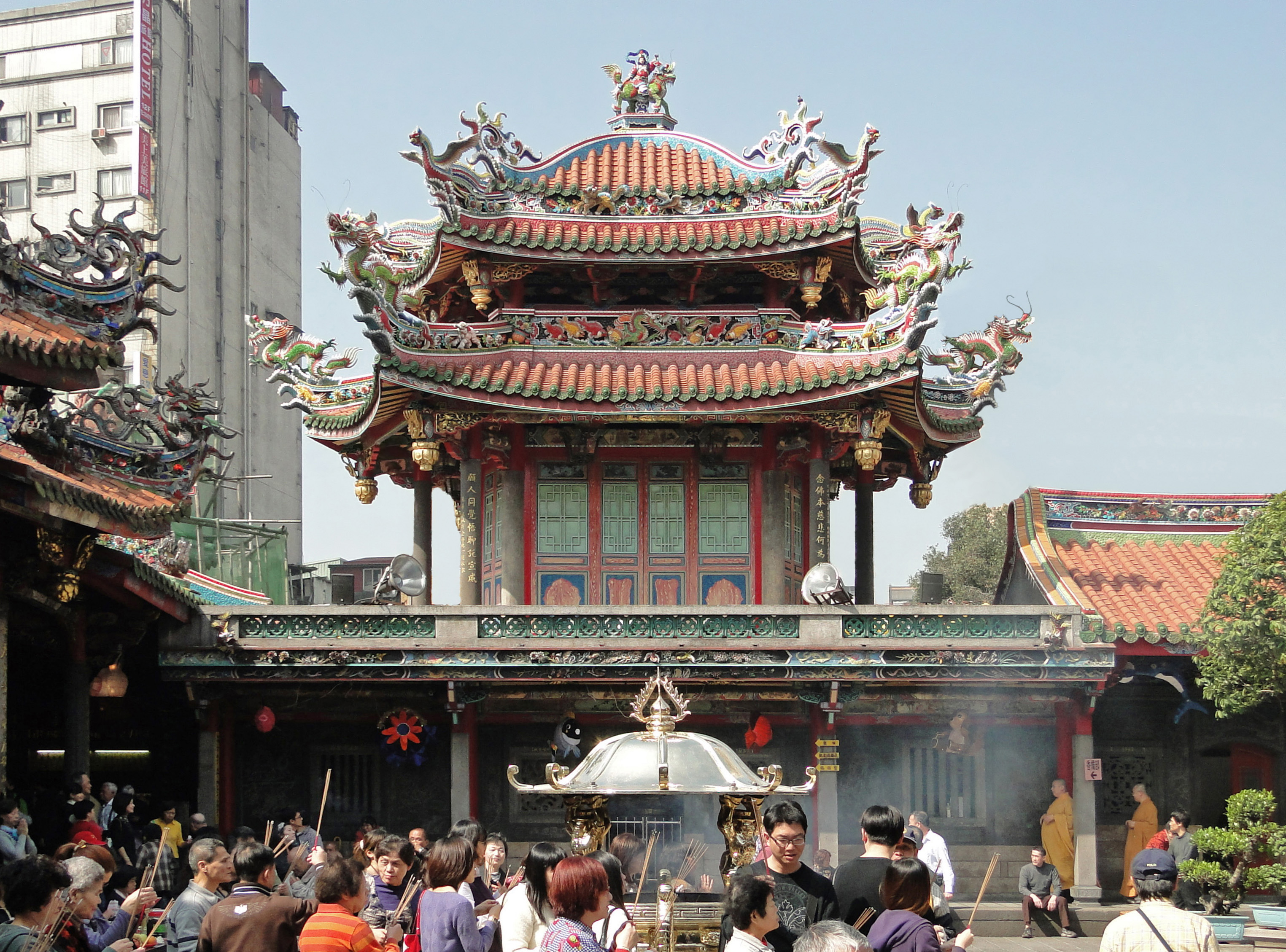
鐘楼

龍山寺（りゅうざんじ）は、台湾の寺院。台湾各地に存在するが、本項では台北市万華区に位置する龍山寺を解説する。

## 概要
正式には艋舺龍山寺（ばんかりゅうざんじ、マンカーロンシャンスー）と称するが、地元でも単に龍山寺と呼ばれることが多い。
1738年、福建省泉州から渡来した人々により、福建晋江安海龍山寺の分霊として創建された。日本統治時代の1919年に大規模な修繕が行われている、福建泉州からの大工棟梁の王益順が設計施工を担当した。台北市内で最古の寺院であり、国家古蹟であると共に、台北101、国立故宮博物院、中正紀念堂と並ぶ台北市の「四大外国人観光地」とされる。艋舺清水巌・大龍峒保安宮と並ぶ「台北の三大廟門」といわれる。
本尊は観世音菩薩であるが、現在では道教や儒教など様々な宗教と習合しており、孔子や関帝（関羽、三国志で知られる）、媽祖など、祀られている神は大小合わせて100以上に及ぶ。人々は様々な神が祀られた7つの香炉を順に廻りながら、それぞれの神に参拝する。
地震や火災によって何度か損傷し、また日本統治時代には学校として接収された時期もあったが、その度に再建・修理がなされてきた。1985年に台北の市定古跡に指定された。また1986年、戒厳令に基づく言論統制に反対する人々が決起した五一九緑色運動の舞台となった場所でもある。2018年11月に国定古跡に昇格。

## アクセス
- 台北捷運（地下鉄）板南線 龍山寺駅（BL10）から徒歩３分。
- 台湾鉄路管理局縦貫線 万華駅（萬華車站）から徒歩７分。

## 周辺地域
周辺では夜市（華西街観光夜市）が開かれ、ヘビ料理（蛇肉）の店を特色とする観光名所となっている。店頭に生きたヘビが陳列してあり、ヘビを捌くパフォーマンスが行われる。

## 舞台となった作品
※発表年月日順。
- カミカゼ野郎 真昼の決斗（1966年）- 主人公（千葉真一）が中華民国に表彰されるシーン